# Vlăsinești
Vlăsineşti é uma comuna romena localizada no distrito de Botoşani, na região de Moldávia . A comuna possui uma área de 67.61 km² e sua população era de 3353 habitantes segundo o censo de 2007.